# مادونا (لوحة)
مادونا هو اسم لعمل فني (لوحة) أُعطي لعدة إصدارات لـ اللوحة التي رسمها الرسام التعبيري النرويجي إدفارت مونك، يظهر في اللوحة النصف العلوي من جسد أنثى عارية الصدر. رُسمت اللوحة بين عامي 1892 و 1895 باستخدام طلاء زيتي على قماش من الكتان. كما قام مونك بإنتاج نسخ مطبوعة منها.
سُرقت النسخة المحفوظة في متحف مونك في أوسلو في عام 2004 ولكن تمت استعادتها بعد ذلك بعامين. هناك عدة نسخ من هذه اللوحة واحدة يملكها المعرض الوطني النرويجي وأخرى في متحف كونستهالي هامبورغ. وهناك نسخة يملكها رجل الأعمال نيلسون بليتز، ونسخة أخرى اشتراها الملياردير الأمريكي ستيفن أ. كوهين عام 1999.
تتميز الطباعة الحجرية للوحة بوجود حافة زخرفية تصور حيوانات منوية متحركة، مع شكل يشبه الجنين في الزاوية اليسرى السفلية. كان لنسخة عام 1893 من اللوحة إطار ذو زخرفة مماثلة، ولكن تم إزالته وفُقد فيما بعد. توجد من النسخة المطبوعة أيضًا عدة إصدارات مختلفة.

## التسمية
على الرغم من أنه تمثيل غير عادي للغاية، إلا أن هذه اللوحة قد تكون تمثل السيدة العذراء مريم وهو أمر مُختلف عليه. أطلق مونك على هذه اللوحة أكثر من اسم مثل: «المرأة المحبوبة» و «مادونا». لا يشتهر مونك بالأعمال الفنية الدينية ولم يكن معروفًا بأنه مسيحي. ومع ذلك، قد يُقصد أيضا بهذه اللوحة أعتراف مونك بجمال وكمال صديقته (داجني جويل) وتعبيرًا عن عبادته لها كمثال كامل للأنوثة.